# 720-е годы до н. э.
720-е (семьсо́т двадца́тые) го́ды до на́шей э́ры по пролептическому юлианскому календарю — промежуток времени с 1 января 729 года до н. э. по 31 декабря 720 года до н. э., включающий с 729 по 721 годы 8-го десятилетия  и 720 год 9-го десятилетия VIII века 1-го тысячелетия до н. э. Им предшествовали 730-е годы до н. э., за ними следовали 710-е годы до н. э. Они закончились 2745 лет назад.

## События

### Римское царство
- Царь: Ромул.
- Ок. 730 — Самая ранняя найденная лаконская надпись (посвящение Елене в Менелайоне)[1].
- Ок. 730 — ок. 720 — Основана Занкла (колония Халкиды). Ойкисты Периер из Кимы и Кратемен из Халкиды[2][3].
- Ок. 730 — ок. 720 — Основан Регий (колония Халкиды), при участии мессенцев во главе с Алкидамидом[4][5][6].
- Около 725 — Возведение каменных строений в храме Артемиды Орфии в Лимнах[7].
- Ок. 725 — ок. 700 — Основаны Кумы в Италии (колония Халкиды и Эретрии)[8].
- 725 — Восстание Тира против Ассирии.
- 725 (7 год Осии, 4 год Езекии[9]) — Начало осады Самарии Салманасаром V.
- Около 730 — Луский князь решил женить своего сына Си на сунской княжне. Но его привлекла красота невесты, и он сам женился на ней, она родила сына Юня, которого объявили наследником[10].
- 720-е годы — Циский княжич женится на внучке Пин-вана (свадьба описана в «Ши цзин» I II 13)[11].
- 733—720 годы до н. э. — После ряда восстаний против Ассирии её цари Тиглатпаласар III, Салманасар V и Саргон II завоевали Израильское царство, а его жителей переселили в Ассирию, где они были впоследствии ассимилированы[12].
- 722 — начало периода Чуньцю в Китае (по 481 год до н. э.).